# José Ignacio Gutiérrez Cataluña
José Ignacio Gutiérrez Cataluña (València, 1 de desembre de 1977) va ser un ciclista valencià que fou professional entre el 2000 i el 2007.
El seu germà Quique també fou ciclista professional.

## Palmarès
- 2004
  - Vencedor d'una etapa a la Volta a Extremadura
  - Vencedor d'una etapa al Circuito Montañés

### Resultats al Tour de França
- 2003. Abandona (8a etapa)

### Resultats al Giro d'Itàlia
- 2003. 39è de la classificació general
- 2005. 133è de la classificació general

### Resultats a la Volta a Espanya
- 2005. 77è de la classificació general